# Eoacmaea semirubida
Eoacmaea semirubida is een slakkensoort uit de familie van de Eoacmaeidae. De wetenschappelijke naam van de soort is voor het eerst geldig gepubliceerd in 1914 door Dall.